# Batu (thành phố)
Batu là một thành phố nằm ở Đông Java, Indonesia. Trước đây, nó là một bộ phận của nhiếp chính khu Malang; nhưng năm 2001, Batu trở thành một thành phố độc lập theo Sắc luật 11, 2001 và trở thành thành phố có hội đồng và thị trưởng.
Dân số 170.000 người, bao gồm người Java và người Madur. Thị trấn này trước 1945 là nơi nghỉ ngơi giải trí của người Hà Lan thực dân.

## Hành chính
Thành phố được chia ra thành 3 phó huyện (kecamatan): Batu, Bumiaji, và Junrejo. Các phó huyện này được chia thành 23 xã (kelurahan).